# Науково-технічна бібліотека Дніпровського національного університету залізничного транспорту імені академіка В. Лазаряна
Науково-технічна бібліотека Дніпровського національного університету залізничного транспорту імені академіка В. Лазаряна (НБ)) — одна з найбільших бібліотек вищих навчальних закладів м. Дніпро.

## Загальна інформація
Головна характерна риса діяльності Бібліотеки — це визначення інтелектуальних інформаційних технологій стратегічним вектором її функціонування, ідеологемою її розвитку та неодмінною умовою існування.
Місія Бібліотеки — максимально якісне задоволення інформаційних потреб університетської спільноти у навчанні, наукових дослідженнях, педагогічній та адміністративній практиках шляхом надання ресурсів і послуг та створення інформаційних продуктів.
Візія Бібліотеки — мультиресурсний та мультисервісний центр інтегрованого інформаційного високоякісного забезпечення навчального і наукового процесів університету та науково-експериментальна лабораторія із цифрових ініціатив науково-освітніх комунікацій.
Бібліотека розташована на площі — 2 816 м2 (у тому числі: для зберігання фондів — 1 943 м2; для обслуговування користувачів — 837 м2). Вона обслуговує за єдиним читацьким квитком більше 12 тисяч читачів.
Вона є центром інтегрованого інформаційного забезпечення навчального та наукового процесів, культурологічної діяльності університету, а також регіональним науковим центром із соціальних комунікацій (реалізація цифрових ініціатив в бібліотеках ВНЗ).
НБ є основним ініціатором і виконавцем впровадження нових цифрових моделей наукової комунікації (інституційний репозитарій, електронні журнали, електронна бібліотека і т. д.).

## Структурні підрозділи
НБ в своєму складі має 7 відділів, 6 абонементів, 5 читальних залів на 450 посадкових місць.
1. Відділ комплектування.
2. Відділ наукової обробки літератури та організації каталогів.
3. Інформаційно-бібліографічний відділ з сектором:
- сектор інформаційного та бібліотечно-бібліографічного навчання користувачів.

4. Відділ бібліотечно-інформаційних технологій з секторами:
- сектор інформаційної аналітики;
- сектор комп'ютерного забезпечення.

5. Відділ обслуговування навчальною литературою з секторами:
- абонемент для студентів 1 — 6 курсів;
- читальний зал;
- книгосховище.

6. Відділ обслуговування науковою літературою із секторами:
- абонемент наукової літератури;
- абонемент іноземної літератури;
- читальний зал;
- медіа — зал;
- книгосховище.

7. Відділ обслуговування гуманітарною та економічною літературою:
- абонемент художньої літератури;
- читальний зал економічної та гуманітарної літератури.

8. Філія бібліотеки у м. Львів з абонементом і читальним залом.

## Історія
Науково-технічна бібліотека Дніпровського інституту інженерів залізничного транспорту (ДІІТ) була створена разом із навчальним закладом у 1930 році. В основу колекції лягли книжкові зібрання навчальної та наукової літератури Київського політехнічного інституту та політехнікуму міста Дніпра. Обслуговування читачів, обробка літератури та фондосховище знаходились у 2-х невеликих кімнатах. Але вже через 10 років НТБ перетворилася на одну з провідних вузівських бібліотек СРСР, яка мала окрему двоповерхову будівлю.
Розвиток бібліотеки безпосередньо пов'язаний з її керівниками, фахівцями та ентузіастами бібліотечної справи — Р. А. Киреєвою, С. В. Буковською, П. Д. Блохіним, М. П. Кацалухою, К. Я. Корневим, які свій життєвий і професійний марафон присвятили служінню Книзі. З 2007 року директором бібліотеки є Тетяна Олександрівна Колесникова[2], кандидат наук із соціальних комунікацій.

## Фонди
Загальний фонд бібліотеки становить майже мільйон томів політематичних друкованих видань та більше 400 тис. назв е-ресурсів (електронних журналів, книг, баз даних тощо). Щодня до бібліотеки звертаються реально або віртуально понад 3000 користувачів.
НБ щорічно поповнює фонди друкованою літературою — це 20-25 тис. примірників книг та майже 200 найменувань періодичних видань.
Електронні видання представлені як інформаційними ресурсами власної генерації, так і ліцензійними мережевими ресурсами навчальної та наукової літератури. Серед них: ресурси компанії Elsevier (наукометрична БД Scopus і повнотекстова БД ScienceDirect, нідерл.), «Ліга — Закон» (укр.), «Будстандарт» (укр.), БД «Офіційний вісник України» (укр.), БД «Машиностроение. Локомотивостроение и вагоностроение» (рос.), БД «Транспорт. Автоматика, телемеханика и связь на железных дорогах»(рос.), БД «Транспорт. Управление перевозочным процессом на железных дорогах» (рос.), БД «Энергетика. Генераторы прямого преобразования тепловой и химической энергии в электрическую» (рос.) та ін.
Для студентів, викладачів і науковців через сайт бібліотеки організовано цілодобові доступи до електронного каталогу та колекцій повнотекстових документів електронної бібліотеки, репозитарію «eaDNURT», системи сайтів е-журналів ДНУЗТ та предметно орієнтованих баз наукових журналів світу тощо.
До послуг читачів — рідкісні та цінні видання бібліотеки (1870—1930 рр.) зі становлення й розвитку залізничного транспорту, які переведено в цифровий формат та представлено на сайті у вільному доступі в колекції «Залізнична україніка».
Автоматизація бібліотечної діяльності — створення електронного каталогу, повне переведення на електронний облік та електронне наукове опрацювання нових надходжень документів, штрих-кодування фонду, створення електронних читацьких квитків та формулярів користувачів, інформування е-поштою, надання електронних довідок, упорядкування бібліографічних покажчиків та ін. — це свідоцтво нового рівня обслуговування.
Науково-технічна бібліотека університету бере активну участь у процесах створення національного інформаційного науково-освітнього простору. Так, вона є учасником державного проекту «Наукова періодика України на УРАН» зі створення українського індексу наукового цитування, поповнює реферативну БД «Україніка наукова», співпрацює в міжнародному проекті «ІРБІС-корпорація» та міжрегіональному корпоративному проекті з аналітичного розпису статей «Придніпровський корпоративний каталог».
НТБ є членом Міжнародної асоціації університетських наукових бібліотек — IATUL, а також членом Української бібліотечної асоціації (УБА). Вона має договори про співпрацю в напрямку обміну науковими електронними інформаційними ресурсами з бібліотеками ВНЗ України, Польщі, Росії, Молдови, Білорусі, Казахстану.

## Видавнича діяльність
Результатом впровадження нових цифрових ініціатив наукової комунікації є організація електронного бібліотечного видавництва (Library Publishing). Бібліотека є співвидавцем наукових журналів «Наука та прогрес транспорту» та «Антропологічні виміри філософських досліджень».
Журнал «Наука та прогрес транспорту. Вісник Дніпровського національного університету залізничного транспорту імені академіка В. Лазаряна» має за мету висвітлення актуальних питань наукового супроводження транспорту, рухомого складу, транспортної інфраструктури, інформаційних й інтелектуальних систем на транспорті та оприлюднення результатів фундаментальних і прикладних досліджень, сучасних наукових підходів до розробки технологій, аналізу управлінських, економічних й екологічних аспектів роботи підприємств транспорту та транспортного будівництва, а також питань удосконалення діяльності вищої школи.
У збірнику «Антропологічні виміри філософських досліджень» представлені наукові статті, що висвітлюють та осмислюють нові грані людського існування на початку нового тисячоліття. Окрема увага зосереджується на формах їх оприявнення та рефлексії у філософії науки, культури, техніки, мови. Збірник призначено для співробітників науково-дослідних організацій, наукових, науково-педагогічних та інженерних працівників, докторантів, аспірантів, студентів вищих навчальних закладів.

## Адреса
49010, Україна, Дніпро, вул. Академіка Лазаряна, 2